# Contarinia melanocera
Contarinia melanocera är en tvåvingeart som beskrevs av Jean-Jacques Kieffer 1904. Contarinia melanocera ingår i släktet Contarinia och familjen gallmyggor. Inga underarter finns listade i Catalogue of Life.